# Olympische Winterspiele 2002/Ski Nordisch
Bei den XIX. Olympischen Spielen 2002 in Salt Lake City fanden 18 Wettbewerbe im nordischen Skisport statt. Austragungsorte waren Soldier Hollow bei Midway und die Utah Olympic Park Jumps in Park City. Das olympische Programm wurde um drei Disziplinen erweitert. Bei den Langläufern kamen für Frauen und Männer jeweils der Sprint hinzu und in der Nordischen Kombination wurde ein zweiter Einzelwettkampf durchgeführt.
Diese Spiele waren u. a. geprägt durch zahlreiche Dopingfälle bei den Langläufern. Der für Spanien startende Deutsche Johann Mühlegg hatte drei Goldmedaillen gewonnen, die er wegen nachgewiesenen Dopingmissbrauchs wieder abgeben musste. Außerdem handelte der immer als Sonderling hervorgetretene Mühlegg sich eine zweijährige Sperre ein. Gleich mehrere Medaillen wurden den Russinnen Larissa Lasutina und Olga Danilowa aberkannt. Sie erhielten erstmal für die weiteren Wettbewerbe der Spiele eine Sperre. Dies erhöhte die Chancen der anderen Teams in der Staffel und die deutschen Langläuferinnen gewannen schließlich olympisches Gold. Schon vor Beginn der Wettbewerbe waren die beiden österreichischen Langläufer Achim Walcher und Marc Mayer sowie deren Trainer Walter Mayer abgereist. In ihren Zimmern fand man anschließend mehrere Spritzen und Blutbeutel. Es kam zu einem Eklat, die Athleten wurden von den Spielen ausgeschlossen, ihr Trainer bis einschließlich zu den Olympischen Winterspielen 2010 gesperrt.
Herausragende Sportler waren der Finne Samppa Lajunen und der Schweizer Simon Ammann. Lajunen gewann beide Einzelwettbewerbe in der Nordischen Kombination und mit seiner Mannschaft auch den Teamwettkampf. Ammann errang als erster Sportler überhaupt die Goldmedaillen auf beiden Skisprungschanzen.

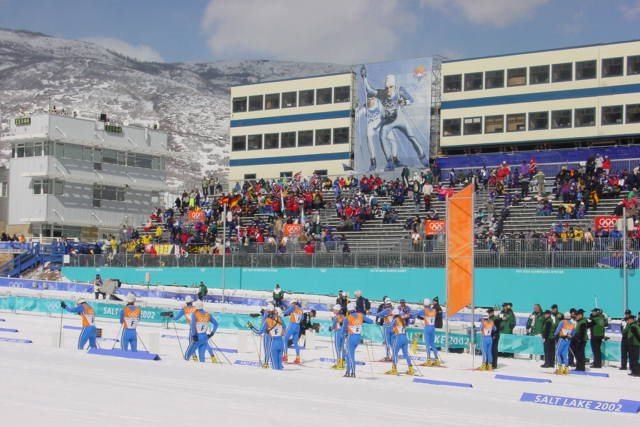
Skistadion Soldier Hollow

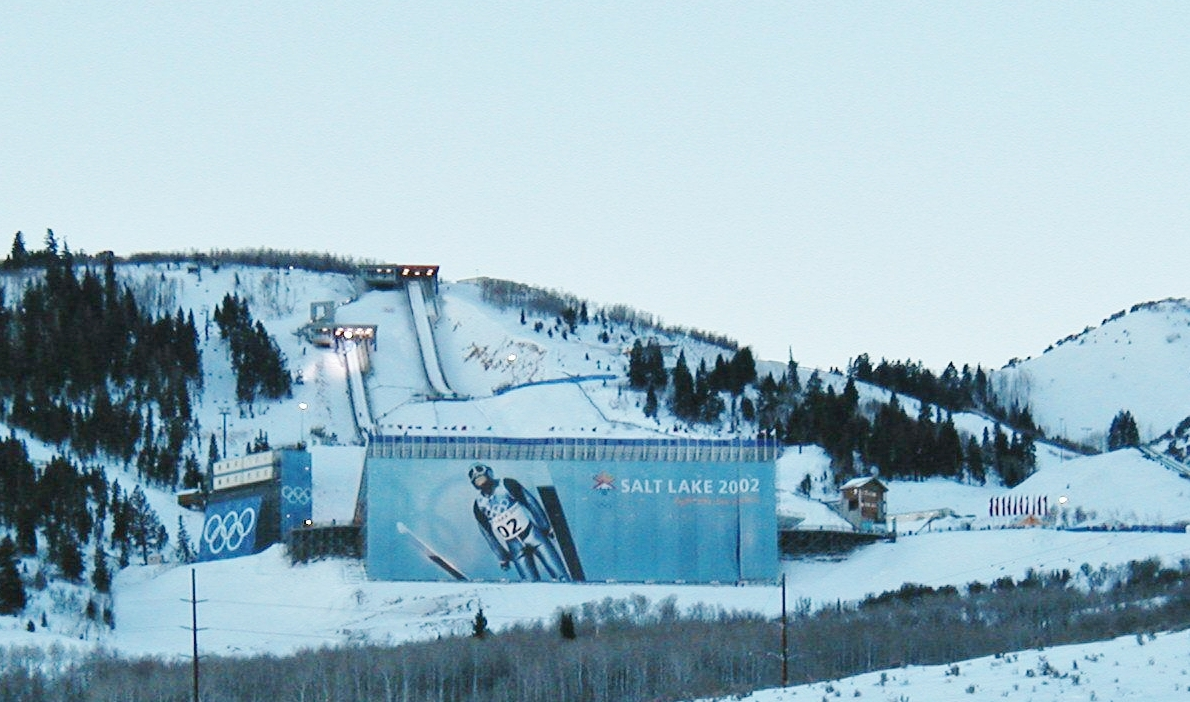
Ansicht der Sprungschanzen

## Bilanz

### Medaillenspiegel
| Platz | Land        | Gold | Silber | Bronze | Gesamt |
| ----- | ----------- | ---- | ------ | ------ | ------ |
| 1     | Norwegen    | 5    | 2      | 4      | 11     |
| 2     | Finnland    | 3    | 2      | 1      | 6      |
| 3     | Deutschland | 2    | 5      | 2      | 9      |
| 4     | Italien     | 2    | 2      | 2      | 6      |
| 5     | Russland    | 2    | 1      | 1      | 4      |
| 6     | Schweiz     | 2    | –      | 1      | 3      |
| 7     | Österreich  | 1    | 1      | 3      | 5      |
| 8     | Estland     | 1    | 1      | 1      | 3      |
| 9     | Kanada      | 1    | –      | –      | 1      |
| 10    | Tschechien  | –    | 2      | –      | 2      |
| 11    | Polen       | –    | 1      | 1      | 2      |
| 12    | Schweden    | –    | –      | 1      | 1      |
| 12    | Slowenien   | –    | –      | 1      | 1      |

### Medaillengewinner
| Konkurrenz           | Gold                                                           | Silber                                                             | Bronze                                                             |
| -------------------- | -------------------------------------------------------------- | ------------------------------------------------------------------ | ------------------------------------------------------------------ |
| Sprint klassisch     | Tor Arne Hetland                                               | Peter Schlickenrieder                                              | Cristian Zorzi                                                     |
| 15 km klassisch      | Andrus Veerpalu                                                | Frode Estil                                                        | Jaak Mae                                                           |
| 2 × 10 km Verfolgung | Thomas Alsgaard Frode Estil                                    | –                                                                  | Per Elofsson                                                       |
| 30 km Massenstart    | Christian Hoffmann                                             | Michail Botwinow                                                   | Kristen Skjeldal                                                   |
| 50 km klassisch      | Michail Iwanow                                                 | Andrus Veerpalu                                                    | Odd-Bjørn Hjelmeset                                                |
| 4 × 10 km Staffel    | Thomas Alsgaard, Anders Aukland, Frode Estil, Kristen Skjeldal | Giorgio Di Centa, Fabio Maj, Pietro Piller Cottrer, Cristian Zorzi | Tobias Angerer, Jens Filbrich, Andreas Schlütter, René Sommerfeldt |

| Konkurrenz          | Gold                                                          | Silber                                                    | Bronze                                                                              |
| ------------------- | ------------------------------------------------------------- | --------------------------------------------------------- | ----------------------------------------------------------------------------------- |
| Sprint klassisch    | Julija Tschepalowa                                            | Evi Sachenbacher                                          | Anita Moen                                                                          |
| 10 km klassisch     | Bente Skari                                                   | Julija Tschepalowa                                        | Stefania Belmondo                                                                   |
| 2 × 5 km Verfolgung | Beckie Scott                                                  | Kateřina Neumannová                                       | Viola Bauer                                                                         |
| 15 km Massenstart   | Stefania Belmondo                                             | Kateřina Neumannová                                       | Julija Tschepalowa                                                                  |
| 30 km klassisch     | Gabriella Paruzzi                                             | Stefania Belmondo                                         | Bente Skari                                                                         |
| 4 × 5 km Staffel    | Viola Bauer, Manuela Henkel, Claudia Künzel, Evi Sachenbacher | Marit Bjørgen, Anita Moen, Hilde G. Pedersen, Bente Skari | Brigitte Albrecht-Loretan, Andrea Huber, Natascia Leonardi Cortesi, Laurence Rochat |

| Konkurrenz    | Gold                                                           | Silber                                                                 | Bronze                                                   |
| ------------- | -------------------------------------------------------------- | ---------------------------------------------------------------------- | -------------------------------------------------------- |
| Normalschanze | Simon Ammann                                                   | Sven Hannawald                                                         | Adam Małysz                                              |
| Großschanze   | Simon Ammann                                                   | Adam Małysz                                                            | Matti Hautamäki                                          |
| Mannschaft    | Sven Hannawald, Stephan Hocke, Martin Schmitt, Michael Uhrmann | Janne Ahonen, Matti Hautamäki, Risto Jussilainen, Veli-Matti Lindström | Damjan Fras, Robert Kranjec, Primož Peterka, Peter Žonta |

| Konkurrenz | Gold                                                        | Silber                                                          | Bronze                                                          |
| ---------- | ----------------------------------------------------------- | --------------------------------------------------------------- | --------------------------------------------------------------- |
| Sprint     | Samppa Lajunen                                              | Ronny Ackermann                                                 | Felix Gottwald                                                  |
| Einzel     | Samppa Lajunen                                              | Jaakko Tallus                                                   | Felix Gottwald                                                  |
| Mannschaft | Samppa Lajunen, Hannu Manninen, Jari Mantila, Jaakko Tallus | Ronny Ackermann, Georg Hettich, Marcel Höhlig, Björn Kircheisen | Christoph Bieler, Felix Gottwald, Michael Gruber, Mario Stecher |

## Langlauf Männer

### Sprint klassisch
| Platz | Land | Sportler              | Zeit (min)  |
| ----- | ---- | --------------------- | ----------- |
| 1     | NOR  | Tor Arne Hetland      | 2:56,9 (F)  |
| 2     | GER  | Peter Schlickenrieder | 2:57,0 (F)  |
| 3     | ITA  | Cristian Zorzi        | 2:57,2 (F)  |
| 4     | SWE  | Björn Lind            | 2:58,1 (F)  |
| 5     | ITA  | Freddy Schwienbacher  | 2:56,1 (KF) |
| 6     | NOR  | Trond Iversen         | 2:56,6 (KF) |
| 7     | GER  | Tobias Angerer        | 2:58,0 (KF) |
| 8     | FIN  | Hannu Manninen        | 2:59,5 (KF) |
| 9     | POL  | Janusz Krężelok       | 3:00,6 (HF) |
| 10    | CZE  | Martin Koukal         | 2:52,09 (Q) |
|       |      |                       |             |
| 12    | LIE  | Markus Hasler         | 2:53,74 (Q) |
| 19    | SUI  | Christoph Eigenmann   | 2:54,76 (Q) |
| 20    | GER  | René Sommerfeldt      | 2:54,87 (Q) |
| 23    | LIE  | Stephan Kunz          | 2:55,91 (Q) |
| 24    | AUT  | Reinhard Neuner       | 2:56,20 (Q) |

Datum: 19. Februar 2002, 09:30 Uhr 

Streckenlänge: 1480 m; Höhendifferenz: 32 m; Maximalanstieg: 14 m; Totalanstieg: 50 

71 Teilnehmer aus 36 Ländern, davon 69 in der Wertung. Disqualifiziert: Marc Mayer (AUT).
F = Finale; KF = Kleines Finale; HF = Halbfinale; Q = Qualifikation

### 15 km klassisch
| Platz | Land | Sportler              | Zeit (min) |
| ----- | ---- | --------------------- | ---------- |
| 1     | EST  | Andrus Veerpalu       | 37:07,4    |
| 2     | NOR  | Frode Estil           | 37:43,4    |
| 3     | EST  | Jaak Mae              | 37:50,8    |
| 4     | NOR  | Anders Aukland        | 38:03,3    |
| 5     | SWE  | Per Elofsson          | 38:10,8    |
| 6     | NOR  | Erling Jevne          | 38:13,6    |
| 7     | RUS  | Witali Denissow       | 38:17,9    |
| 8     | SWE  | Magnus Ingesson       | 38:38,5    |
| 9     | SUI  | Reto Burgermeister    | 38:38,5    |
| 10    | RUS  | Sergei Nowikow        | 38:38,5    |
|       |      |                       |            |
| 14    | GER  | Axel Teichmann        | 39:05,3    |
| 15    | GER  | Andreas Schlütter     | 39:19,2    |
| 23    | AUT  | Alexander Marent      | 39:36,2    |
| 33    | GER  | Jens Filbrich         | 39:57,0    |
| 41    | AUT  | Gerhard Urain         | 40:38,0    |
| 55    | GER  | Peter Schlickenrieder | 42:34,0    |

Datum: 12. Februar 2002, 12:00 Uhr 

Höhendifferenz: 123 m; Maximalanstieg: 51 m; Totalanstieg: 563 

67 Teilnehmer aus 26 Ländern, davon 66 in der Wertung.

### 2 × 10 km Verfolgung klassisch / Freistil
| Platz | Land | Sportler              | Zeit (min) |
| ----- | ---- | --------------------- | ---------- |
| 1     | NOR  | Thomas Alsgaard       | 49:48,9    |
| 1     | NOR  | Frode Estil           | 49:48,9    |
| 3     | SWE  | Per Elofsson          | 49:52,9    |
| 4     | ITA  | Giorgio Di Centa      | 49:53,8    |
| 5     | RUS  | Witali Denissow       | 49:58,5    |
| 6     | ITA  | Pietro Piller Cottrer | 50:01,2    |
| 7     | NOR  | Anders Aukland        | 50:10,8    |
| 8     | EST  | Jaak Mae              | 50:12,1    |
| 9     | AUT  | Michail Botwinow      | 50:17,2    |
| 10    | GER  | René Sommerfeldt      | 50:22,7    |
|       |      |                       |            |
| 17    | GER  | Andreas Schlütter     | 50:48,2    |
| 23    | GER  | Tobias Angerer        | 50:57,9    |
| 26    | LIE  | Markus Hasler         | 51:14,3    |
| 38    | GER  | Axel Teichmann        | 52:00,4    |
| 40    | CHE  | Patrick Mächler       | 52:09,1    |
| 41    | CHE  | Reto Burgermeister    | 52:18,1    |
| 43    | LIE  | Stephan Kunz          | 52:21,2    |

Datum: 14. Februar 2002, 12:00 Uhr 

Höhenunterschied: 77 m; Maximalanstieg: 50 m; Totalanstieg: 408 m 

85 Teilnehmer aus 37 Ländern, davon 56 in der Wertung.
Johann Mühlegg (ESP) wurde die zunächst gewonnene Goldmedaille wegen Dopings aberkannt.

### 30 km Massenstart Freistil
| Platz | Land | Sportler              | Zeit (h)  |
| ----- | ---- | --------------------- | --------- |
| 1     | AUT  | Christian Hoffmann    | 1:11:31,0 |
| 2     | AUT  | Michail Botwinow      | 1:11:32,3 |
| 3     | NOR  | Kristen Skjeldal      | 1:11:42,7 |
| 4     | ITA  | Pietro Piller Cottrer | 1:11:42,8 |
| 5     | NOR  | Ole Einar Bjørndalen  | 1:11:44,5 |
| 6     | CZE  | Lukáš Bauer           | 1:12:22,3 |
| 7     | RUS  | Nikolai Bolschakow    | 1:12:50,6 |
| 8     | RUS  | Sergei Krjanin        | 1:12:52,0 |
| 9     | ITA  | Cristian Zorzi        | 1:13:10,0 |
| 10    | FRA  | Emmanuel Jonnier      | 1:13:15,1 |
|       |      |                       |           |
| 16    | GER  | René Sommerfeldt      | 1:13:55,8 |
| 19    | GER  | Axel Teichmann        | 1:14:23,8 |
| 23    | AUT  | Gerhard Urain         | 1:14:33,9 |
| 25    | LIE  | Markus Hasler         | 1:14:47,0 |
| 28    | SUI  | Patrick Mächler       | 1:15:03,4 |
| 31    | LIE  | Stephan Kunz          | 1:15:56,8 |
| 33    | GER  | Tobias Angerer        | 1:16:13,1 |
| 34    | SUI  | Gion-Andrea Bundi     | 1:16:19,6 |
| 38    | SUI  | Wilhelm Aschwanden    | 1:16:32,4 |
| 39    | SUI  | Patrick Rölli         | 1:16:36,5 |

Datum: 9. Februar 2002, 12:30 Uhr 

Höhenunterschied: 80 m; Maximalanstieg: 52 m; Totalanstieg: 1144 m 

78 Teilnehmer aus 31 Ländern, davon 68 in der Wertung.
Johann Mühlegg (ESP) wurde die zunächst gewonnene Goldmedaille wegen Dopings aberkannt.

### 50 km klassisch
| Platz | Land | Sportler            | Zeit (h)  |
| ----- | ---- | ------------------- | --------- |
| 1     | RUS  | Michail Iwanow      | 2:06:20,8 |
| 2     | EST  | Andrus Veerpalu     | 2:06:44,5 |
| 3     | NOR  | Odd-Bjørn Hjelmeset | 2:08:41,5 |
| 4     | GER  | Andreas Schlütter   | 2:08:54,8 |
| 5     | AUT  | Michail Botwinow    | 2:09:21,7 |
| 6     | JPN  | Hiroyuki Imai       | 2:09:41,3 |
| 7     | NOR  | Anders Aukland      | 2:10:05,7 |
| 8     | CZE  | Lukáš Bauer         | 2:10:41,9 |
| 9     | NOR  | Frode Estil         | 2:10:44,8 |
| 10    | NOR  | Erling Jevne        | 2:12:06,6 |
|       |      |                     |           |
| 21    | GER  | Jens Filbrich       | 2:15:44,8 |
| 32    | SUI  | Wilhelm Aschwanden  | 2:19:33,9 |
| 36    | LIE  | Markus Hasler       | 2:20:31,8 |
| 37    | SUI  | Reto Burgermeister  | 2:20:43,3 |
| 45    | SUI  | Patrick Rölli       | 2:24:34,4 |

Datum: 23. Februar 2002, 09:30 Uhr 

Höhenunterschied: 123 m; Maximalanstieg: 51 m; Totalanstieg: 1794 m 

61 Teilnehmer aus 24 Ländern, davon 57 in der Wertung.
Johann Mühlegg (ESP) wurde die zunächst gewonnene Goldmedaille wegen Dopings aberkannt.

### 4 × 10 km Staffel
| Platz | Land / Sportler                                                                             | Zeit                                                        |
| ----- | ------------------------------------------------------------------------------------------- | ----------------------------------------------------------- |
| 1     | Norwegen Thomas Alsgaard Frode Estil Kristen Skjeldal Anders Aukland                        | 1:32:45,6 h 24:27,4 min 24:22,9 min 22:10,5 min 21:44,7 min |
| 2     | Italien Pietro Piller Cottrer Cristian Zorzi Fabio Maj Giorgio Di Centa                     | 1:32:45,9 h 24:35,8 min 24:38,4 min 21:47,1 min 21:44,5 min |
| 3     | Deutschland René Sommerfeldt Tobias Angerer Andreas Schlütter Jens Filbrich                 | 1:33:34,5 h 24:39,9 min 24:21,4 min 22:12,4 min 22:20,8 min |
| 4     | Österreich Alexander Marent Michail Botwinow Gerhard Urain Christian Hoffmann               | 1:34:04,9 h 25:15,0 min 24:22,1 min 22:19,9 min 22:07,9 min |
| 5     | Vereinigte Staaten John Bauer Kris Freeman Justin Wadsworth Carl Swenson                    | 1:34:05,5 h 24:40,9 min 24:34,9 min 22:40,7 min 22:09,0 min |
| 6     | Russland Sergei Nowikow Michail Iwanow Witali Denissow Nikolai Bolschakow                   | 1:34:50,2 h 25:17,6 min 24:14,3 min 22:34,9 min 22:43,3 min |
| 7     | Tschechien Martin Koukal Jiří Magál Lukáš Bauer Petr Michel                                 | 1:35:51,3 h 25:07,9 min 25:30,9 min 21:29,6 min 23:22,9 min |
| 8     | Frankreich Alexandre Rousselet Christophe Perrillat-Collomb Vincent Vittoz Emmanuel Jonnier | 1:35:50,8 h 24:57,3 min 25:31,9 min 22:01,3 min 23:20,3 min |
|       |                                                                                             |                                                             |
| 10    | Schweiz Wilhelm Aschwanden Reto Burgermeister Patrick Mächler Gion-Andrea Bundi             | 1:37:26,4 h 25:54,9 min 25:09,4 min 23:05,5 min 23:16,6 min |

Datum: 17. Februar 2002, 09:30 Uhr 

Höhenunterschied: 76 m (A) / 77 m (B); Maximalanstieg: 41 m (A) / 50 m (B); Totalanstieg: 392 m (A) / 408 m (B) 

15 Teams am Start, alle in der Wertung.

## Langlauf Frauen

### Sprint klassisch
| Platz | Land | Sportlerin         | Zeit (min)  |
| ----- | ---- | ------------------ | ----------- |
| 1     | RUS  | Julija Tschepalowa | 3:10,6 (F)  |
| 2     | GER  | Evi Sachenbacher   | 3:12,2 (F)  |
| 3     | NOR  | Anita Moen         | 3:12,7 (F)  |
| 4     | GER  | Claudia Künzel     | 3:13,3 (F)  |
| 5     | CAN  | Beckie Scott       | 3:24,9 (KF) |
| 6     | NOR  | Maj Helen Sorkmo   | 3:25,5 (KF) |
| 7     | SVN  | Andreja Mali       | 3:25,9 (KF) |
| 8     | ITA  | Gabriella Paruzzi  | 3:26,1 (KF) |
| 9     | CAN  | Sara Renner        | 3:20,0 (HF) |
| 10    | GER  | Anke Reschwamm     | 3:17,45 (Q) |
|       |      |                    |             |
| 15    | GER  | Manuela Henkel     | 3:16,89 (Q) |
| 27    | SUI  | Andrea Huber       | 3:22,18 (Q) |

Datum: 19. Februar 2002, 09:30 Uhr 

Streckenlänge: 1480 m; Höhendifferenz: 32 m; Maximalanstieg: 14 m; Totalanstieg: 50 

61 Teilnehmerinnen aus 23 Ländern, davon 57 in der Wertung.
F = Finale; KF = Kleines Finale; HF = Halbfinale; Q = Qualifikation

### 10 km klassisch
| Platz | Land | Sportlerin                | Zeit (min) |
| ----- | ---- | ------------------------- | ---------- |
| 1     | NOR  | Bente Skari               | 28:05,6    |
| 2     | RUS  | Julija Tschepalowa        | 28:09,9    |
| 3     | ITA  | Stefania Belmondo         | 28:45,8    |
| 4     | CAN  | Beckie Scott              | 28:49,2    |
| 5     | RUS  | Ljubow Jegorowa           | 28:50,7    |
| 6     | NOR  | Hilde G. Pedersen         | 28:56,2    |
| 7     | FIN  | Satu Salonen              | 29:02,3    |
| 8     | SVN  | Petra Majdič              | 29:03,9    |
| 9     | NOR  | Anita Moen                | 29:15,5    |
| 10    | GER  | Viola Bauer               | 29:03,9    |
|       |      |                           |            |
| 15    | SUI  | Natascia Leonardi Cortesi | 29:57,5    |
| 18    | GER  | Manuela Henkel            | 30:00,5    |

Datum: 12. Februar 2002, 09:00 Uhr 

Höhenunterschied: 119 m; Maximalanstieg: 70 m; Totalanstieg: 382 m 

61 Teilnehmerinnen aus 23 Ländern, davon 57 in der Wertung.
Wegen Dopings wurden Olga Danilowa die Silbermedaille und Larissa Lasutina (beide RUS) der vierte Platz aberkannt.

### 2 × 5 km Verfolgung Freistil
| Platz | Land | Sportlerin                | Zeit (min) |
| ----- | ---- | ------------------------- | ---------- |
| 1     | CAN  | Beckie Scott              | 25:09,9    |
| 2     | CZE  | Kateřina Neumannová       | 25:10,0    |
| 3     | GER  | Viola Bauer               | 25:11,1    |
| 4     | RUS  | Julija Tschepalowa        | 25:11,3    |
| 5     | RUS  | Nina Gawriljuk            | 25:13,5    |
| 6     | NOR  | Bente Skari               | 25:14,2    |
| 7     | SVN  | Petra Majdič              | 25:16,5    |
| 8     | ITA  | Gabriella Paruzzi         | 25:18,6    |
| 9     | ITA  | Sabina Valbusa            | 25:22,1    |
| 10    | UKR  | Iryna Terelja             | 25:33,6    |
|       |      |                           |            |
| 18    | GER  | Evi Sachenbacher          | 26:11,0    |
| 20    | GER  | Manuela Henkel            | 26:11,4    |
| 22    | SUI  | Laurence Rochat           | 26:11,8    |
| 29    | SUI  | Brigitte Albrecht-Loretan | 26:27,3    |

Datum: 15. Februar 2002, 09:00 Uhr 

Höhenunterschied: 76 m; Maximalanstieg: 41 m; Totalanstieg: 196 m 

73 Teilnehmerinnen aus 27 Ländern, davon 48 in der Wertung.
Olga Danilowa und Larissa Lasutina (beide RUS) wurden die Gold- bzw. Silbermedaille wegen Dopings aberkannt.

### 15 km Massenstart Freistil
| Platz | Land | Sportlerin                | Zeit (min) |
| ----- | ---- | ------------------------- | ---------- |
| 1     | ITA  | Stefania Belmondo         | 39:54,4    |
| 2     | CZE  | Kateřina Neumannová       | 40:01,3    |
| 3     | RUS  | Julija Tschepalowa        | 40:02,7    |
| 4     | FIN  | Kaisa Varis               | 40:04,1    |
| 5     | BLR  | Swetlana Nageikina        | 40:17,9    |
| 6     | ITA  | Gabriella Paruzzi         | 40:25,7    |
| 7     | EST  | Kristina Šmigun           | 40:33,6    |
| 8     | FRA  | Karine Philippot          | 40:38,6    |
| 9     | UKR  | Iryna Terelja             | 40:39,4    |
| 10    | ITA  | Sabina Valbusa            | 40:48,3    |
|       |      |                           |            |
| 12    | GER  | Evi Sachenbacher-Stehle   | 40:57,6    |
| 15    | SUI  | Natascia Leonardi Cortesi | 41:56,3    |
| 26    | GER  | Claudia Künzel            | 42:49,5    |
| 31    | SUI  | Brigitte Albrecht-Loretan | 42:54,4    |
| 35    | GER  | Anke Reschwamm            | 43:53,1    |

Datum: 9. Februar 2002, 09:00 Uhr 

Höhenunterschied: 80 m; Maximalanstieg: 52 m; Totalanstieg: 572 m 

60 Teilnehmerinnen aus 23 Ländern, davon 54 in der Wertung.
Larissa Lasutina (RUS) wurde die Silbermedaille wegen Dopings aberkannt.

### 30 km klassisch
| Platz | Land | Sportlerin                | Zeit (h)  |
| ----- | ---- | ------------------------- | --------- |
| 1     | ITA  | Gabriella Paruzzi         | 1:30:57,1 |
| 2     | ITA  | Stefania Belmondo         | 1:31:01,6 |
| 3     | NOR  | Bente Skari               | 1:31:36,3 |
| 4     | NOR  | Anita Moen                | 1:31:36,3 |
| 5     | UKR  | Walentyna Schewtschenko   | 1:33:03,1 |
| 6     | GER  | Viola Bauer               | 1:33:25,1 |
| 7     | EST  | Kristina Šmigun           | 1:33:52,7 |
| 8     | NOR  | Vibeke Skofterud          | 1:35:02,3 |
| 9     | RUS  | Julija Tschepalowa        | 1:35:37,4 |
| 10    | SUI  | Natascia Leonardi Cortesi | 1:35:46,8 |
|       |      |                           |           |
| 19    | SUI  | Laurence Rochat           | 1:38:24,2 |

Datum: 24. Februar 2002, 09:30 Uhr 

Höhenunterschied: 123 m; Maximalanstieg: 51 m; Totalanstieg: 1126 m 

49 Teilnehmerinnen aus 17 Ländern, davon 42 in der Wertung.

### 4 × 5 km Staffel
| Platz | Land / Sportlerinnen                                                                     | Zeit (min)                              |
| ----- | ---------------------------------------------------------------------------------------- | --------------------------------------- |
| 1     | Deutschland Manuela Henkel Viola Bauer Claudia Künzel Evi Sachenbacher                   | 49:30,6 13:01,8 12:58,0 11:47,7 11:43,1 |
| 2     | Norwegen Marit Bjørgen Bente Skari Hilde G. Pedersen Anita Moen                          | 49:31,9 13:15,9 12:41,2 11:41,0 11:53,8 |
| 3     | Schweiz Andrea Huber Laurence Rochat Brigitte Albrecht-Loretan Natascia Leonardi Cortesi | 50:03,6 13:08,2 13:02,7 11:43,3 12:09,4 |
| 4     | Tschechien Helena Balatková Kamila Rajdlová Kateřina Neumannová Kateřina Hanušová        | 50:35,2 13:33,6 13:24,6 11:26,4 12:10,6 |
| 5     | Belarus Alena Kaluhina Swetlana Nageikina Wera Sjatikowa Natalja Sjatikowa               | 50:37,9 13:45,1 12:47,9 12:11,1 11:53,8 |
| 6     | Italien Marianna Longa Gabriella Paruzzi Sabina Valbusa Stefania Belmondo                | 50:38,6 14:14,2 13:13,2 11:41,3 11:29,9 |
| 7     | Finnland Kati Sundqvist Satu Salonen Riitta-Liisa Lassila Kaisa Varis                    | 50:45,5 13:48,5 12:44,8 12:09,3 12:02,9 |
| 8     | Kanada Sara Renner Milaine Thériault Amanda Fortier Beckie Scott                         | 50:49,6 13:19,8 13:39,7 12:10,7 11:39,4 |

Datum: 21. Februar 2002, 12:30 Uhr 

Höhenunterschied: 76 m (A) / 77 m (B); Maximalanstieg: 41 m (A) / 50 m (B); Totalanstieg: 196 m (A) / 204 m (B) 

13 Staffeln am Start, alle in der Wertung.

## Skispringen

### Normalschanze
| Platz | Land | Sportler             | Weiten (m)  | Punkte |
| ----- | ---- | -------------------- | ----------- | ------ |
| 1     | SUI  | Simon Ammann         | 98,0 / 98,5 | 269,0  |
| 2     | GER  | Sven Hannawald       | 97,0 / 99,0 | 267,5  |
| 3     | POL  | Adam Małysz          | 98,5 / 98,0 | 263,0  |
| 4     | FIN  | Janne Ahonen         | 95,5 / 98,0 | 261,5  |
| 5     | FIN  | Veli-Matti Lindström | 95,0 / 95,5 | 253,0  |
| 6     | FIN  | Matti Hautamäki      | 93,0 / 97,0 | 252,5  |
| 7     | GER  | Martin Schmitt       | 94,5 / 94,5 | 250,0  |
| 8     | GER  | Michael Uhrmann      | 92,0 / 95,5 | 245,0  |
| 9     | JPN  | Kazuyoshi Funaki     | 92,0 / 94,5 | 243,0  |
| 10    | SLO  | Primož Peterka       | 92,5 / 91,5 | 240,5  |
| 11    | AUT  | Stefan Horngacher    | 91,5 / 93,5 | 240,0  |
|       |      |                      |             |        |
| 14    | AUT  | Martin Koch          | 92,5 / 91,0 | 237,0  |
| 17    | GER  | Christof Duffner     | 91,5 / 92,0 | 235,0  |
| 22    | SUI  | Andreas Küttel       | 90,0 / 91,5 | 231,5  |
| 24    | AUT  | Andreas Widhölzl     | 90,5 / 90,5 | 230,5  |
| 25    | SUI  | Sylvain Freiholz     | 89,0 / 91,0 | 228,0  |
| 25    | AUT  | Martin Höllwarth     | 90,0 / 89,0 | 228,0  |

Datum: 10. Februar 2002, 09:30 Uhr 

K-Punkt: 90 m 

60 Teilnehmer aus 21, Ländern, davon 50 in der Wertung.
Der Erfolg von Simon Ammann als erster Schweizer Skisprung-Olympiasieger war eine der größten Überraschungen der Spiele von Salt Lake City: Der erst 20-jährige Ammann holte sich den Olympiasieg, ohne in seiner Karriere zuvor ein Weltcup-Skispringen gewonnen zu haben. Seine beste Platzierung waren bis dahin zwei zweite Ränge zu Saisonbeginn gewesen.

### Großschanze
| Platz | Land | Sportler          | Weiten (m)    | Punkte |
| ----- | ---- | ----------------- | ------------- | ------ |
| 1     | SUI  | Simon Ammann      | 132,5 / 133,0 | 281,4  |
| 2     | POL  | Adam Małysz       | 131,0 / 128,0 | 269,7  |
| 3     | FIN  | Matti Hautamäki   | 127,0 / 125,5 | 256,0  |
| 4     | GER  | Sven Hannawald    | 132,5 / 131,0 | 255,3  |
| 5     | AUT  | Stefan Horngacher | 125,0 / 124,0 | 247,2  |
| 6     | SUI  | Andreas Küttel    | 125,0 / 122,0 | 245,6  |
| 7     | JPN  | Kazuyoshi Funaki  | 126,5 / 121,0 | 245,5  |
| 8     | AUT  | Martin Koch       | 126,0 / 121,5 | 244,5  |
| 9     | FIN  | Janne Ahonen      | 124,0 / 123,5 | 241,5  |
| 10    | GER  | Martin Schmitt    | 126,0 / 119,5 | 240,4  |
|       |      |                   |               |        |
| 12    | GER  | Stephan Hocke     | 125,0 / 120,5 | 236,9  |
| 14    | AUT  | Martin Höllwarth  | 123,5 / 117,5 | 233,3  |
| 16    | GER  | Michael Uhrmann   | 124,0 / 119,0 | 232,4  |
| 21    | AUT  | Andreas Widhölzl  | 120,5 / 116,5 | 222,6  |
| 27    | SUI  | Sylvain Freiholz  | 118,0 / 110,5 | 205,8  |
| 45    | SUI  | Marco Steinauer   | 106,5 / –     | 087,2  |

Datum: 13. Februar 2002, 09:30 Uhr 

K-Punkt: 120 m 

66 Teilnehmer aus 21 Ländern, davon 50 in der Wertung.
Simon Ammann gewann nach seinem überraschenden Sieg auf der Normalschanze auch das Springen auf der Großschanze, diesmal mit deutlichem Vorsprung. Damit ist er neben Matti Nykänen 1988 und Kamil Stoch 2014 der einzige Skispringer, der beide olympischen Einzelwettbewerbe für sich entscheiden konnte. Ammann wiederholte 2010 dieses Kunststück sogar.

### Mannschaftsspringen
| Platz | Land / Sportler                                                                | Weiten (m)                                              | Punkte                        |
| ----- | ------------------------------------------------------------------------------ | ------------------------------------------------------- | ----------------------------- |
| 1     | Deutschland Martin Schmitt Sven Hannawald Stephan Hocke Michael Uhrmann        | 123,0 / 120,5 118,5 / 119,5 128,0 / 125,0 131,5 / 123,5 | 974,1 238,8 222,9 253,4 259,0 |
| 2     | Finnland Risto Jussilainen Matti Hautamäki Veli-Matti Lindström Janne Ahonen   | 126,0 / 125,0 115,0 / 116,5 124,5 / 126,0 129,0 / 125,5 | 974,0 249,3 212,7 251,4 260,6 |
| 3     | Slowenien Primož Peterka Peter Žonta Robert Kranjec Damjan Fras                | 120,0 / 113,0 118,5 / 121,5 133,0 / 124,5 121,5 / 124,0 | 946,3 210,4 231,5 264,5 239,9 |
| 4     | Österreich Stefan Horngacher Andreas Widhölzl Wolfgang Loitzl Martin Höllwarth | 121,0 / 115,5 120,0 / 117,0 123,0 / 122,5 121,5 / 123,0 | 926,8 221,7 224,1 239,9 241,1 |
| 5     | Japan Masahiko Harada Hiroki Yamada Hideharu Miyahira Kazuyoshi Funaki         | 119,5 / 114,5 111,0 / 117,5 125,5 / 124,5 126,5 / 126,0 | 926,0 219,7 206,8 244,5 255,0 |
| 6     | Polen Robert Mateja Tomisław Tajner Tomasz Pochwała Adam Małysz                | 114,5 / 106,0 109,0 / 109,5 117,0 / 118,5 128,5 / 124,0 | 848,1 191,4 183,3 218,4 255,0 |
| 7     | Schweiz Marco Steinauer Sylvain Freiholz Andreas Küttel Simon Ammann           | 099,5 / 096,0 109,0 / 102,5 121,5 / 121,5 128,5 / 130,0 | 818,3 140,4 171,7 236,4 269,8 |
| 8     | Südkorea Choi Heung-chul Choi Yong-jik Kim Hyun-ki Kang Chil-gu                | 112,5 / 115,5 111,0 / 110,5 111,5 / 107,0 114,5 / 122,0 | 801,6 203,4 191,2 185,8 221,2 |

Datum: 18. Februar 2002, 09:30 Uhr 

K-Punkt: 120 m 

13 Teams am Start, alle in der Wertung.
Mit dem geringstmöglichen Vorsprung überhaupt von 0,1 Punkten (umgerechnet weniger als zehn Zentimeter) gewann die deutsche Mannschaft vor Finnland. Die favorisierten Österreicher mussten überraschend Slowenien den Bronzerang überlassen. Die in den Einzelspringen dominanten Simon Ammann (zweimal Gold) und Adam Małysz (Silber und Bronze) konnten sich aufgrund ihrer schwächeren Teamkollegen aus der Schweiz bzw. aus Polen nicht in Szene setzen.

## Nordische Kombination

### Sprint
| Platz | Land | Sportler          | Punkte im Springen | Zeit (min) |
| ----- | ---- | ----------------- | ------------------ | ---------- |
| 1     | FIN  | Samppa Lajunen    | 123,8 0(1.)        | 16:40,1    |
| 2     | GER  | Ronny Ackermann   | 119,9 0(2.)        | 16:49,1    |
| 3     | AUT  | Felix Gottwald    | 110,3 (11.)        | 17:20,3    |
| 4     | FIN  | Jaakko Tallus     | 119,0 0(3.)        | 17:23,9    |
| 5     | USA  | Todd Lodwick      | 109,0 (12.)        | 17:30,1    |
| 6     | JPN  | Daito Takahashi   | 114,4 0(4.)        | 17:35,9    |
| 7     | FIN  | Hannu Manninen    | 104,7 (17.)        | 17:40,7    |
| 8     | SUI  | Andreas Hartmann  | 104,2 (18.)        | 17:42,7    |
| 9     | GER  | Björn Kircheisen  | 105,8 (15.)        | 17:45,2    |
| 10    | FRA  | Ludovic Roux      | 103,5 (20.)        | 17:45,7    |
| 11    | AUT  | Mario Stecher     | 113,5 0(5.)        | 17:49,5    |
|       |      |                   |                    |            |
| 16    | AUT  | Christoph Bieler  | 112,7 0(6.)        | 18:01,6    |
| 19    | GER  | Jens Gaiser       | 102,4 (22.)        | 18:19,3    |
| 21    | SUI  | Andreas Hurschler | 091,2 (38.)        | 18:21,9    |
| 25    | GER  | Marcel Höhlig     | 111,6 0(8.)        | 18:32,2    |
| 28    | SUI  | Ronny Heer        | 103,9 (19.)        | 18:34,0    |
| 29    | AUT  | Michael Gruber    | 110,5 0(9.)        | 18:34,0    |
| 31    | SUI  | Seppi Hurschler   | 105,8 (16.)        | 18:36,0    |

Springen: 21. Februar 2002, 11:30 Uhr 

Großschanze; K-Punkt: 120 m
Langlauf 15 km: 22. Februar 2002, 11:00 Uhr 

Höhenunterschied: 45 m; Maximalanstieg: 22 m; Totalanstieg: 100 m 

40 Teilnehmer aus 14 Ländern, alle in der Wertung.

### Einzel
| Platz | Land | Sportler          | Punkte im Springen | Zeit (min) |
| ----- | ---- | ----------------- | ------------------ | ---------- |
| 1     | FIN  | Samppa Lajunen    | 257,0 0(3.)        | 39:11,7    |
| 2     | FIN  | Jaakko Tallus     | 267,5 0(1.)        | 39:36,4    |
| 3     | AUT  | Felix Gottwald    | 235,0 (11.)        | 40:06,9    |
| 4     | GER  | Ronny Ackermann   | 254,0 0(5.)        | 40:27,8    |
| 5     | GER  | Björn Kircheisen  | 232,0 (14.)        | 40:55,9    |
| 6     | AUT  | Mario Stecher     | 258,0 0(2.)        | 41:30,8    |
| 7     | USA  | Todd Lodwick      | 240,5 0(7.)        | 41:39,4    |
| 8     | NOR  | Kristian Hammer   | 221,5 (22.)        | 41:40,8    |
| 9     | SUI  | Andreas Hartmann  | 236,5 0(9.)        | 41:42,3    |
| 10    | FRA  | Nicolas Bal       | 216,5 (27.)        | 41:43,3    |
|       |      |                   |                    |            |
| 15    | AUT  | Christoph Bieler  | 255,0 0(4.)        | 42:21,1    |
| 18    | GER  | Georg Hettich     | 209,5 (32.)        | 43:12,3    |
| 20    | AUT  | Christoph Eugen   | 224,5 (18.)        | 43:26,1    |
| 21    | GER  | Sebastian Haseney | 199,0 (38.)        | 43:37,0    |
| 26    | SUI  | Andreas Hurschler | 198,0 (39.)        | 44:19,4    |
| 29    | SUI  | Ronny Heer        | 222,0 (21.)        | 44:40,0    |
| 42    | SUI  | Ivan Rieder       | 186,5 (43.)        | 49:12,0    |

Springen: 9. Februar 2002, 10:00 Uhr 

Normalschanze; K-Punkt: 90 m
Langlauf 15 km: 10. Februar 2002, 09:00 Uhr 

Höhenunterschied: 76 m; Maximalanstieg: 41 m; Totalanstieg: 196 m 

45 Teilnehmer aus 14 Ländern, davon 44 in der Wertung.

### Mannschaft
| Platz | Land | Sportler                                                           | Punkte im Springen | Zeit (min) |
| ----- | ---- | ------------------------------------------------------------------ | ------------------ | ---------- |
| 1     | FIN  | Samppa Lajunen Jari Mantila Jaakko Tallus Hannu Manninen           | 967,5 0(1.)        | 48:42,2    |
| 2     | GER  | Björn Kircheisen Georg Hettich Marcel Höhlig Ronny Ackermann       | 893,5 0(5.)        | 48:49,7    |
| 3     | AUT  | Mario Stecher Michael Gruber Felix Gottwald Christoph Bieler       | 938,5 0(2.)        | 48:53,2    |
| 4     | USA  | Todd Lodwick Bill Demong Johnny Spillane Matt Dayton               | 905,0 0(3.)        | 49:54,1    |
| 5     | NOR  | Sverre Rotevatn Lars Andreas Østvik Jan Rune Grave Kristian Hammer | 791,5 (10.)        | 51:22,1    |
| 6     | FRA  | Frédéric Baud Ludovic Roux Kevin Arnould Nicolas Bal               | 846,5 0(8.)        | 51:35,5    |
| 7     | SUI  | Andreas Hurschler Ronny Heer Jan Schmid Ivan Rieder                | 863,0 0(7.)        | 52:07,9    |
| 8     | JPN  | Kenji Ogiwara Gen Tomii Satoshi Mori Daito Takahashi               | 901,0 0(4.)        | 52:26,3    |
| 9     | CZE  | Milan Kučera Lukáš Heřmanský Pavel Churavý Petr Šmejc              | 892,0 0(6.)        | 53:28,6    |

Springen: 17. Februar 2002, 09:00 Uhr 

Normalschanze; K-Punkt: 90 m
Langlauf 4 × 5 km: 17. Februar 2002, 13:00 Uhr 

Höhendifferenz: 77 m; Maximalanstieg: 50 m; Totalanstieg: 204 m 

10 Teams am Start, davon 9 in der Wertung. Nicht zum Langlauf angetreten:  Russland.